# Azjatycki Puchar Challenge IIHF 2018
11. Azjatycki Puchar Challenge IIHF 2018 organizowane przez IIHF odbył się w Filipinach (Manila) (Top dywizja) oraz w Malezji (Kuala Lumpur) (I dywizja). Najgorsza drużyna wyższej dywizji tj. Top dywizji spadła do I dywizji. W przeciwną stronę przenosi się najlepsza drużyna pierwszej dywizji. Turniej top dywizji odbył się w dniach 3 - 8 kwietnia, zaś turniej pierwszej dywizji odbył się w dniach 24 - 29 marca.

## Top dywizja
| Lp. | Drużyna   |
| --- | --------- |
|     | Mongolia  |
|     | Tajlandia |
|     | Filipiny  |
| 4   | Singapur  |
| 5   | Kuwejt    |

W turnieju top dywizji uczestniczyło pięć zespołów. Rozegrano w sumie 10 spotkań w ramach fazy grupowej systemem kołowym. Wyniki tej fazy decydowały o końcowym klasyfikacji turnieju. Najgorsza drużyna została relegowana do pierwszej dywizji w roku 2019.
Mistrzem została reprezentacja Mongolii, która po raz pierwszy w historii zdobyła tytuł mistrzowski. Na drugim miejscu podium stanęła drużyna Tajlandii, a na trzecim miejscu podium uplasowała się drużyna gospodarzy.
W trójce najlepszych zawodników na każdej pozycji według dyrektoriatu zawodów znaleźli się: bramkarz gospodarzy Gianpietro Iseppi oraz reprezentanci Tajlandii: wśród obrońców Papan Thanakroekkiat oraz wśród napastników Masato Kitayama.

## Pierwsza dywizja
| Lp. | Drużyna   |
| --- | --------- |
| 1   | Malezja   |
| 2   | Indie     |
| 3   | Makau     |
| 4   | Indonezja |

W turnieju pierwszej dywizji uczestniczyło cztery zespoły. Najpierw wszystkie drużyny uczestniczyły w fazie grupowej systemem kołowym. Wyniki tej fazy decydowały o rozstawieniu drużyn w fazie pucharowej. Faza pucharowa składała się z dwóch rund: półfinałów oraz z meczów o konkretne miejsca. Zwycięzca fazy pucharowej uzyskał awans do top dywizji w roku 2019.
W trójce najlepszych zawodników na każdej pozycji według dyrektoriatu zawodów znaleźli się: bramkarz reprezentacji Indii Nawang Dorje, obrońca reprezentacji Makau Chong Man Kong oraz napastnik Indonezji Anryan Saputra.